# Borrhammare

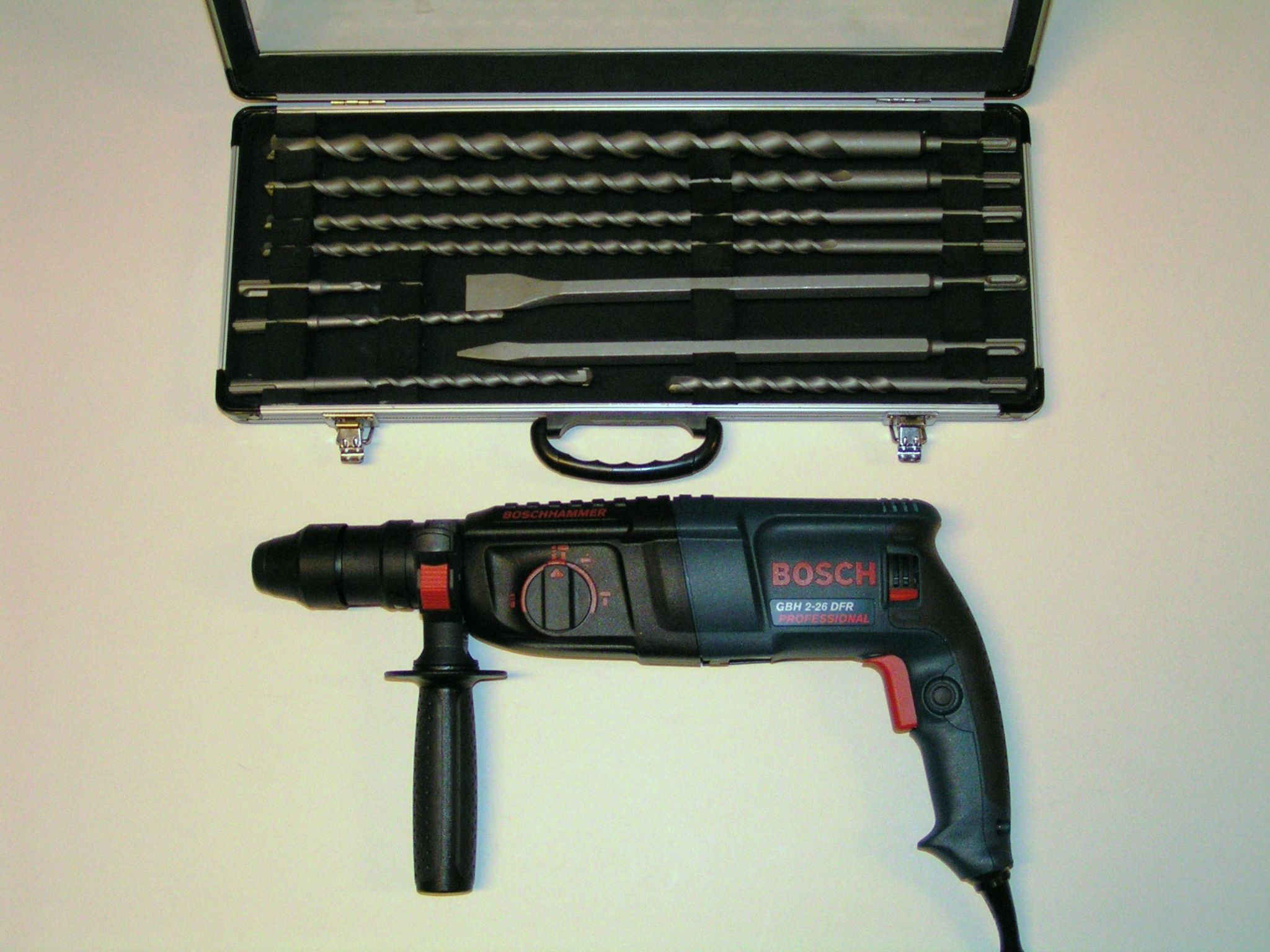
Borrhammare med verktyg

En borrhammare är en kraftig borrmaskin för borrning främst i betong, stenmaterial och tegel.
Borrhammaren skiljer sig från slagborrmaskinen genom att slagen åstadkoms av ett hammarverk som verkligen slår på bakänden av borret/axeln. På enklare slagborrmaskiner brukar slagen däremot åstadkommas genom någon form av excentermekanism och det är istället det tryck som användaren lägger bakom borren som reglerar slagkraften.
Rotationshastighet och slagfrekvens är oftast mycket lägre för borrhammaren än för den vanliga borrmaskinen. Vanligtvis kan man även stänga av rotationen på en borrhammare och använda den för mejsling och bilning eller stänga av hammarverket och använda den för vanlig borrning i trä eller plåt.
För jämförelse av effektiviteten hos olika maskiner är den viktigaste parametern hammarverkets anslagsenergi som mäts i Joule (J). Denna ligger på 1-2 J upp till c:a 20 J för stora proffsmaskiner.
Verktygen ansluts med en standardiserad snabbkoppling kallad SDS', SDS+ eller SDS max.